# Mabel (italienische Band)
Mabel war ein italienischer Dance-Act, welcher 1999 vom Produzenten M.T.J. alias Marco Talini gegründet wurde. Repräsentiert wurde das Projekt von Sänger Paolo Ferrali (* 17. August 1974 in Fucecchio).

## Geschichte
Ferrali, der vorher als Sänger in einer Piano-Bar arbeitete, wurde 1999 von Marco Talini, dem Geschäftsführer von Gitana Records, entdeckt. So gründete man die Band. Die meisten Lieder zeichnen sich durch eine verzerrte elektrische Gitarre aus, welche eine Melodie aus Achtel-Noten spielt (130 BPM). Die erste Single Disco Disco wurde in mehr als 25 Ländern veröffentlicht, u. a. auch in Österreich und Deutschland, wo sie in die Top 50 einstieg. Die nachfolgende Single Bum Bum konnte bessere Ergebnisse erzielen, in Österreich landete die Single auf Platz 2 der Charts. Es erschien ebenfalls das Album Destination. Seit 2002 wurden keine neuen Singles oder Alben veröffentlicht.

## Diskografie

### Alben
- Destination (2002)

### Singles
| Jahr | Titel Album                   | Höchstplatzierung, Gesamtwochen, AuszeichnungChartplatzierungen (Jahr, Titel, Album, Platzierungen, Wochen, Auszeichnungen, Anmerkungen) | Höchstplatzierung, Gesamtwochen, AuszeichnungChartplatzierungen (Jahr, Titel, Album, Platzierungen, Wochen, Auszeichnungen, Anmerkungen) | Höchstplatzierung, Gesamtwochen, AuszeichnungChartplatzierungen (Jahr, Titel, Album, Platzierungen, Wochen, Auszeichnungen, Anmerkungen) | Höchstplatzierung, Gesamtwochen, AuszeichnungChartplatzierungen (Jahr, Titel, Album, Platzierungen, Wochen, Auszeichnungen, Anmerkungen) | Höchstplatzierung, Gesamtwochen, AuszeichnungChartplatzierungen (Jahr, Titel, Album, Platzierungen, Wochen, Auszeichnungen, Anmerkungen) | Anmerkungen                                |
| Jahr | Titel Album                   | DE | AT | CH | FR | IT | Anmerkungen                                |
| ---- | ----------------------------- | --- | --- | --- | --- | --- | ------------------------------------------ |
| 1999 | Disco Disco Destination       | DE30 (9 Wo.)DE | AT23 (10 Wo.)AT | CH75 (6 Wo.)CH | FR24 (12 Wo.)FR | — | IT: Platz 22 (11 Wochen) in den M&D-Charts |
| 2000 | Bum Bum Destination           | DE30 (9 Wo.)DE | AT2 Gold · (22 Wo.)AT | — | FR32 (13 Wo.)FR | IT17 (5 Wo.)IT |                                            |
| 2000 | Don’t Let Me Down Destination | DE57 (4 Wo.)DE | AT35 (8 Wo.)AT | CH99 (2 Wo.)CH | FR84 (5 Wo.)FR | — | IT: Platz 34 (9 Wochen) in den M&D-Charts  |
| 2002 | Living on My Own Destination  | — | — | — | FR84 (4 Wo.)FR | — |                                            |